# Ostružanj
Ostružanj (cyr. Остружањ) – wieś w Serbii, w okręgu kolubarskim, w gminie Osečina. W 2011 roku liczyła 493 mieszkańców.